# 跨性別法律地位
全球各地對於跨性別者的法律地位差異甚大。有些國家已立法保護跨性別者的權利，但另一些國家則將其性別認同或性別表現定為違法。在許多情況下，跨性別者在就業、住房、醫療保健及其他生活領域中面臨歧視。
跨性別者指的是其性別認同與出生時被指定的性別不一致，或與該性別相關的性別角色不符的人。他們可能已經建立，或計劃建立，與自身性別認同一致的新性別身份。「變性人」通常被視為涵蓋「跨性別者」的一個廣義概念，但有些變性者拒絕被歸類為「跨性別」。
在全球範圍內，多數法律體系承認傳統的二元性別身份及社會角色，即男性與女性，但往往排除其他性別認同與性別表現。在法律上，通常出生時被指派為男性者會被認定為男性，出生時被指派為女性者會被認定為女性。然而，一些國家法律上承認第三性，該身份通常與非二元性別相關。如今，對於「男性」與「女性」這兩種典型分類之外的多元性別認同有了更深入的理解，許多新的自我描述開始進入學術與社會討論，例如泛性別，X性別，性別酷兒和無性別。在醫學與社會領域，「變性慾症」（易性症）的術語逐漸被「性別不一致」或「性別不安」所取代，而「跨性別者」、「跨男」、「跨女」及「非二元性別者」等用語則逐漸取代了「變性人」的分類。
許多與跨性別權利相關的議題通常被視為家庭法（民法）的一部分，特別是婚姻問題，以及跨性別者是否能夠享有伴侶的保險受益或社會福利等權利。
全球各國對於跨性別者的法律承認程度差異甚大。許多國家已允許個人透過修改出生證明的法律性別來合法承認性別重新決定。許多跨性別者選擇透過性別肯定手術來永久改變身體，或透過性别肯定激素治疗來半永久性地改變身體狀態。對於這類醫療照護的法律規範因國家而異。在某些國家，這些醫療程序是獲得法律承認的前提條件；在少數國家，法律層面與醫療程序緊密相連，即相同的醫療機構或醫師同時負責決定個人是否能接受治療及進行相關法律變更。而在另一些國家，這些醫療程序則被視為違法。
在某些司法管轄區，即使是未進行性別肯定手術的跨性別者，也可以獲得與變性人相同的法律承認。在某些國家，獲得法律認可可能需要明確的醫學診斷，如「易性症」；而在其他國家，診斷「性別不安」或僅憑確立非傳統的性別角色，可能就足以獲得部分或全部法律承認。《精神疾病診斷與統計手冊第五版》（DSM-5）將「性別不安」列為正式診斷標準。然而，並非所有跨性別者或變性人都會經歷性別不安或性別不一致，但在許多國家，診斷仍然是獲得法律承認的必要條件，假如當地法律允許跨性別者獲得承認的話。

## 立法承认性别认同的努力

### 全国水平
| 國家       | 日期       | 性别认同/表达立法                        | 上议院 | 上议院 | 下议院 | 下议院 | 国家 元首 | 最后 结果 |
| 國家       | 日期       | 性别认同/表达立法                        | 是     | 否     | 是     | 否     | 国家 元首 | 最后 结果 |
| ---------- | ---------- | ---------------------------------------- | ------ | ------ | ------ | ------ | --------- | --------- |
| 德国       | 1980       | 关于在特殊情况下更改名字和确定性别的法律 | 通過   | 通過   | 通過   | 通過   | 已簽署    | 通過      |
| 意大利     | 1982年4月  | 性别归属更正规则                         | 通過   | 通過   | 通過   | 通過   | 已簽署    | 通過      |
| 日本       | 2003年7月  | 针对性同一性障害者处理性别问题的特殊法案 | 通过   | 通过   | 通过   | 通过   | 已簽署    | 通過      |
| 英國       | 2004年7月  | 性别承認法                               | 155    | 57     | 357    | 48     | 已簽署    | 通過      |
| 西班牙     | 2007年3月  | 性别认同法                               | 通过   | 通过   | 通过   | 通过   | 已簽署    | 通過      |
| 乌拉圭     | 2009年11月 | 性别认同法                               | 20     | 0      | 51     | 2      | 已簽署    | 通過      |
| 阿根廷     | 2012年5月  | 性别认同法                               | 55     | 0      | 167    | 17     | 已簽署    | 通過      |
| 印度       | 2014年1月  | 跨性别人士（保障权利）法案，2016         | 通过   | 通过   | 通过   | 通过   | 已簽署    | 通過      |
| 丹麦       | 2014年9月  | 性别承認法                               | 不適用 | 不適用 | 通过   | 通过   | 已簽署    | 通過      |
| 马耳他     | 2015年4月  | 性别认同，性别表达和性别特征法案         | 不適用 | 不適用 | 通过   | 通过   | 已簽署    | 通過      |
| 哥伦比亚   | 2015年6月  | 性别承認法 （1227号令）                  | 通过   | 通过   | 通过   | 通过   | 已簽署    | 通過      |
| 爱尔兰     | 2015年7月  | 性别承認法                               | 通过   | 通过   | 通过   | 通过   | 已簽署    | 通過      |
| 波兰       | 2015年9月  | 性别身份法                               | 通过   | 通过   | 252    | 158    | 已否决    | 否决      |
| 越南       | 2015年11月 | 跨性別权利法                             | 不適用 | 不適用 | 通过   | 通过   | 已簽署    | 通過      |
| 厄瓜多尔   | 2016年2月  | 民事登记法 （法律文件上的性别认同承认）  | 不適用 | 不適用 | 82     | 1      | 已簽署    | 通過      |
| 玻利维亚   | 2016年5月  | 性别认同法                               | 通过   | 通过   | 通过   | 通过   | 已簽署    | 通過      |
| 挪威       | 2016年6月  | 性别认同法                               | 不適用 | 不適用 | 79     | 13     | 已簽署    | 通過      |
| 法国       | 2016年11月 | 性别认同法（取消绝育）                   | 通过   | 通过   | 通过   | 通过   | 已簽署    | 通過      |
| 加拿大     | 2017年6月  | 修正加拿大人权法和刑法的法案             | 通过   | 通过   | 通过   | 通过   | 已簽署    | 通過      |
| 比利时     | 2017年7月  | 性别认同法（取消绝育）                   | 不適用 | 不適用 | 通过   | 通过   | 已簽署    | 通過      |
| 希腊       | 2017年12月 | 性别认同法（取消绝育）                   | 不適用 | 不適用 | 171    | 114    | 已簽署    | 通過      |
| 巴基斯坦   | 2018年5月  | 跨性别人士（保障权益）条例草案           | 通过   | 通过   | 通过   | 通过   | 已簽署    | 通過      |
| 葡萄牙     | 2018年7月  | 性别认同法（擴展：自決）                 | 不適用 | 不適用 | 109    | 106    | 已簽署    | 通過      |
| 盧森堡     | 2018年9月  | 性別認同法（廢除絕育）                   | 不適用 | 不適用 | 57     | 3      | 已簽署    | 通過      |
| 烏拉圭     | 2018年10月 | 整體性別認同法（擴展：自決）             | 通过   | 通过   | 通过   | 通过   | 已簽署    | 通過      |
| 智利       | 2018年11月 | 性别认同法                               | 26     | 14     | 95     | 46     | 已簽署    | 通過      |
| 冰島       | 2019年12月 | 性別自治法                               | 不適用 | 不適用 | 45     | 0      | 已簽署    | 通過      |
| 西班牙     | 2023年2月  | 性别认同法（扩张：自决）                 | 不適用 | 不適用 | 通過   | 通過   | 已簽署    | 通過      |
| 巴西       | 未知       | 性别认同法                               |        |        | 未决定 | 未决定 |           |           |
| 哥斯达黎加 | 未知       | 法律前性别认同承認和性別平等             | 不適用 | 不適用 | 未决定 | 未决定 |           |           |
| 萨尔瓦多   | 未知       | 性别认同法                               | 不適用 | 不適用 | 未决定 | 未决定 |           |           |
| 秘鲁       | 未知       | 性别认同法                               | 不適用 | 不適用 | 未决定 | 未决定 |           |           |
| 瑞典       | 未知       | 性别认同法                               | 不適用 | 不適用 | 未决定 | 未决定 |           |           |

## 立法反对性别认同承认的努力

### 全国水平
| 国家     | 日期      | 性别认同/表达立法                                          | 上议院 | 上议院 | 下议院 | 下议院 | 国家 元首 | 最终 结果 |
| 国家     | 日期      | 性别认同/表达立法                                          | 是     | 否     | 是     | 否     | 国家 元首 | 最终 结果 |
| -------- | --------- | ---------------------------------------------------------- | ------ | ------ | ------ | ------ | --------- | --------- |
| 匈牙利   | 2020年5月 | 关于部分行政法修改和财产自由转让问题 （T/9934） 第三十三条 | 不適用 | 不適用 | 134    | 56     | 已签署    | 通过      |
| 斯洛伐克 | 2023年5月 | 出生号码法（第 301/1995 号法案）                           | 不適用 | 不適用 | 不適用 | 不適用 | 不適用    | 不適用    |
| 俄罗斯   | 2023年7月 | 关于俄罗斯联邦某些立法法案的修正案                         | 164    | 0      | 386    | 0      | 已签署    | 通过      |

### 州水平

#### 美国
| 州       | 日期      | 性别认同/表达立法                                               | 上一页 | 上一页 | 下议院 | 下议院 | 州长   | 最终 结果                |
| 州       | 日期      | 性别认同/表达立法                                               | 是     | 否     | 是     | 否     | 州长   | 最终 结果                |
| -------- | --------- | --------------------------------------------------------------- | ------ | ------ | ------ | ------ | ------ | ------------------------ |
| 爱达荷州 | 2020年7月 | 众议院法案 509，一项与出生统计有关的法案 （页面存档备份，存于） | 27     | 6      | 53     | 16     | 已签署 | 通过 2020年8月被法院驳回 |

## 亞洲

### 中国大陆
2009年，中华人民共和国政府規定未成年人改變其法定性別是非法的，並稱只有20歲以上的人可以進行性別重置手術，以申請修改身份證和戶口登記。
2014年年初，山西省開始允許未成年人申請更換監護人身份證的附加信息。政策的這種轉變允許手術後婚姻被認定為異性戀，因此是合法的。
中国大陆的跨性別青少年面临许多挑战。一项研究发现，在6至12岁的男孩中，有0.5%（1:200），女孩中有0.6%（1:167）经常或总是「表达想成为另一性别的愿望」。有0.8%（1.125）的18至24岁的出生時被指定男性的大学生（他们的身份证上显示的性别是男性）报告说「我心中的性别」是女性，还有0.4%的人认为他们的性别是「其他」。在出生時被指定女性中，有2.9%（1:34）的人认为自己的性别是男性，另有1.3%的人表示「其他」。
北京大学针对跨性别者的调查报告显示，中国大陆的跨性别女生在教育方面受歧视的现象较为普遍。中国大陆学校在招生（部分学校和特定专业）、仪容仪表规范（发型、着装等）、如厕、住宿、体检、军训、兵役、体育课及考试、体质与健康测试等方面都存在着性别隔离要求，要求学生严格按照学籍性别参与各项活动，如不遵守会面临记过等处分，而中国大陆的跨性别女生只有在完成性别重置手术并修改户籍性别后方可修改学籍性别。亦曾有接受过高等教育的跨性别女生因学历和学位信息长期无法修改而面临就业歧视。

### 臺灣
目前台灣跨性別者需要進行生殖器手術切除主要的性器官，以便在身份證和出生證明上變更其性別註記。手術需要兩名精神科醫生的批准，並且該醫療行為不受全民健康保險的給付。政府在2015年就消除外科手術要求進行了公眾諮詢，但此後未進行任何具體的行動。

### 香港
香港现今尚未出台相關法例，但有行政措施。國際特赦組織香港分會亦促請港府，採取立法及行政措施，尊重跨性別人士及雙性人的性別選擇，以及他/她們生理和心理的需要，包括無須他/她們完成整套性別重塑手術後才確認相應性別。2017年6月23日，性別承認跨部門工作小組發表關於性別承認的諮詢文件，並就性別承認議題徵求社會各界的意見。
1. 完成政府指定整個性別重置程序後，醫院會發給當事人一封性別重置證明書
2. 如需更改姓名，須先行到律師行辦理「更改姓名契約」（俗稱改名契）
3. 帶同性別重置證明書往入境處申請更改性別及/或姓名
4. 取得新身份證明文件後，便可以開始更改其他證件或服務之性別、名稱資料。醫院管理局的病人資料，一般會於手術後由醫院自動更改

W出生時是一名男生，2008年接受變性手術成功後，獲簽發記載性別為女性的新身份證和護照。同年11月向婚姻登記處申請登記與男友結婚遭拒，其理由是婚姻登記以出生時的性別為準，而且香港也未承認同性婚姻。
W入稟法院提出司法覆核，指責婚姻登記官的決定侵犯了她憲法上的婚姻權和私隱權。高等法院原訟庭和上訴庭都維持婚姻登記官的決定，所以W其後上訴到終審法院。2013年5月13日，終審法院推翻婚姻登記官的決定，裁決W可以與她的男友結婚。但終審法院亦同時下令暫緩執行裁決一年，允許政府有更多時間修改法例。政府其後向香港立法會提交法案，但被否決，不過不影響法庭判決。
2013年9月16日，一名跨性別女性埃利安娜·魯巴什金聲稱，她受到海關人員的歧視和性虐待，包括受到侵入性搜身和否認使用女廁的行為，儘管香港官員否認了這一指控。被釋放後，她申請聯合國難民事務高級專員辦事處（聯合國難民署）的難民身份，使她實際上無國籍，正在等待被第三國接受。
謝浩霖及另一人以「Q」作代號的匿名人士未完成由女變男變性手術的跨性別人士所持的英國公民護照或英國國民（海外）護照已將登記性別改為男性，但入境處拒絕更改他們香港身份證上的性別。其向入境事務處申請更改身份證上的性別被拒，遂於2017年提出司法覆核，但原審及上訴庭均指出，不可逆轉的變性手術，屬最為有效及可行的方法來判定性別，認為政策已平衡他們及公眾的利益，故先後被高院原訟庭及上訴庭裁定敗訴。二人不服裁決，於2022年向終審法院提出上訴。2023年6月，終院5名法官一致裁定，二名上訴人上訴得直並撤銷原審的裁決。終院判詞指，現時政策規定女跨男跨性別人士必須接受完整性別重置手術，終審法院不接受完整性別重置手術是更改身份證上性別的唯一可行、客觀及可核證的準則，故違反《香港人權法案》第14條下的性別認同權利及身體完整權利，屬違憲。

### 巴基斯坦
在英国入侵之前，巴基斯坦人认为性别模糊和跨性别身份是一種常態，反LGBT+的法律是由英国人实施的，与他们在英国的法律相一致。根据历史记录，印度教、穆斯林、锡克教徒和其他宗教少数民族对同性恋者没有强烈的仇恨。在许多方面，制定支持LGBT社区的法律可以被视为去殖民化行为。
2009年，巴基斯坦最高法院判决跨性別群体胜诉。这项具有里程碑意义的裁决指出，作为公民，他们有权享受法律的平等利益和保护，并呼吁政府采取措施保护跨性別不受歧视和骚扰。
2018年5月8日，巴基斯坦伊斯兰堡通過了《跨性別者權利保護法案》，該法案實施了跨性別者的身份權和反歧視法律。法律包括在护照、身份证和驾驶执照等法律文件中承认跨性別身份和性別認同，並會反映在正式的身份證明文件上。法案同時禁止在就业、学校、工作场所、公共交通、医疗保健等方面的歧视，以及根据其选择的性别享有继承权。此外，该法案要求政府为跨性別社区建立保护中心和安全屋。
在為跨性別者或變性者提供商品和服務方面，存在反歧視法律。

### 以色列
自2015年以来，以色列卫生部已允许跨性别者合法更改性别，而无需进行性别重置手术。

### 日本
2003年7月10日，日本國立國會一致批准了一項新法律《针对性同一性障害者处理性别问题的特殊法案》，該法律使變性人能夠修改其法定性别。然而，2004年7月16日生效的这项法律有争议的条件，要求申请人既未婚又无子女。自2018年以來，性別重置手術部分費用由日本政府支付，只要患者未接受激素治療且沒有任何其他既往疾病，日本政府將為其提供醫療保險。但是，申請人必須年滿20歲、單身、不育，且沒有20歲以下的孩子（日本成年年齡），並且接受精神病學評估以診斷為「性同一性障害」，在西方國家被稱為性別不安。完成後，患者只需支付手術費用的30％。

### 新加坡
1960到1990年代間，新加坡法律曾經以當時社會兩性著裝習慣為規範訂立法律，並強制所有於其境內外出現或駐留的人士遵守，把「社會普遍習慣把男女衣著打扮風格作鮮明區分」的風氣貫徹硬性執行。例子有：
- 規定男士頭側頭髮長度不得足以蓋住耳朵及膊[115]，而在公眾場所亦時常有「長髮男子不受歡迎」等告示；
- 規定男士不得穿著女式上衣及裙子、絲襪、褲襪、高跟鞋等「被視為屬於女性穿著」的服饰；
- 規定男士不得佩戴耳環與任何標緻飾物等「被視為屬於女性佩戴」的飾物。

此法令主要針對嬉皮。當時，新加坡境內任何民眾儀容一旦未符合上述所有規定者即屬違法。
著名日本音樂大師喜多郎曾因為在新加坡機場辦理入境手續時留長髮，與新加坡政府對男士的儀容規範不符，就被拒絕入境，而其專場音樂會也因此被迫取消。
現時，因應保障跨性別人士，而將部分廢除。

### 伊朗
伊朗政府當局在2010年7月也頒佈了男性人員的髮型指引，把留馬尾等長髮、 龐克髮型等男性人員予以法辦著令剪短。

### 阿聯酋
阿聯酋屬於一個伊斯蘭教並行使伊斯蘭教法的國家，對男女有一定的打扮要求，同時，並禁止相關的同性戀行為，而跨性別同樣被取締，包括變裝在內。
在2005年，警察在發現一間阿布達比旅館的26名年輕男性從事穿著反串服裝與同性戀行為後，他們都被逮捕。在討論此次突襲時，司法及伊斯蘭事務及宗教基金部長穆罕默德·本·努克海拉·阿爾·達西里（Mohammed bin Nukhaira Al Dhahiri）說：「UAE不會容忍任何同性戀或同性性行為。我們的社會不允許同性戀行為的存在，無論是言語上或實際行為上。」初期的報告顯示這些人被強制給予實驗性的激素治療，但政府隨後收回了這些聲明。這些人最後被全部判處5年徒刑。
此外，對LGBT人士的法律及社會制裁導致在杜拜不存在任何正式的LGBT組織或夜店。一個叫做「鑽石俱樂部（Diamond Club）」的夜店為LGBT社群主辦了一場特別的夜晚活動，請來英國的變裝DJ，但被政府強制關閉。

## 西方國家

### 英國
英國於2004年訂立《性別認同法》，訂明更改性別的條件：申請人須 (1) 有或曾經有性別焦躁症 (2) 在過去兩年完全以其心理性別生活 (3) 決意永久地以其心理性別生活。現時英國已無需醫生證明，只需提供證明並在一年內以另一性別身份生活，並意永久地以其心理性別生活。

### 德國
德國於1980年制定性別變更之法律，規定申請人須年滿25歲、不具婚姻關係、不認同原生性別達三年、經由兩位專家（精神科醫師、心理師）鑑定並完成絕育手術始可向法院聲請變更法定性別。此法實施後不斷受到司法訴訟之挑戰。2008年，無婚姻關係之要件被宣告違憲；2011年，強制手術之要件亦被宣告違憲。因此，德國在2023年以前的制度為不強制手術但要求提供兩份醫療證明之弱醫療模式。
然而，類似於英國的情況，申請者仍需要進行精神科評估被批評有過度侵犯隱私、將跨性別疾病化和醫師依據性別刻板印象來判定等等問題。因此，德國在2024年11月把更改性別的制度改成了不須醫療證明之自我決定模式。

### 阿根廷
2012年5月，阿根廷國會通過《性別認定法》，開放人民有自行選擇性別的自由，無須事先經過法律、心理和醫療程序，成為全世界跨性別人權的先驅。

### 美國
2016年4月，北卡羅來納州政府立法要求所有人根據出生證明上的性別使用公廁。發言人表示，「在我們通過一項合理法令，確保沒有政府能剝奪我們對廁所、更衣室及浴室基本的隱私期望後，全國出現彼此串聯、企圖抹黑北卡州名聲的行動」。
2017年2月22日，美國總統當勞·特朗普發表正式聲明，表示將會撤回奧巴馬政府發布的有關跨性別學生可根據性別認同選擇廁所的指引，這是他競選承諾的一部分。
2017年7月，美國總統當勞·特朗普宣布將會禁止跨性別人士從軍。

### 立陶宛
立陶宛禁止性別重置手術，指出性別重置手術很具爭議，基於一些心理因素社會還不能接受這事。普遍的人認為性別是受孕的那一刻通過遺傳決定的，如果容許進行性別重置手術會引發醫學和倫理上的問題。「批評同性戀行為」的言論不被視為憎恨言語。條款列明：有關性別身份認同、性行為、性犯罪或性信念的批評，或遊說改變性別身份認同、性行為、性犯罪或性信念的做法，不被定性為騷擾、詆毀、煽動仇恨或煽動歧視的行為。
針對壓制抗議活動，尤其是同志遊行。其中一項法案要求公眾活動主辦人承擔「公開詆毀憲法的道德價值觀」的行政費用和罰款，罰款最高可達1,800歐羅。另一項法案要求公眾活動主辦人負責一切與確保公眾安全和秩序有關的費用。

### 俄罗斯
2015年，变性者和跨性别者无资格获取驾驶执照。政府表示，由于俄罗斯交通事故过多，这样做是为了加强驾驶者的医疗控制。

### 法國

#### 異性裝扮方面
在1799年至2013年間，在「霧月政變」的第八天，巴黎警察局長簽署一項法令：所有想要穿男性衣服的女性，必須在警察局取得合法許可。自從法國大革命時間，女性亦有參與有關男女平權運動，並於1789年通過的著名的《人權宣言》，強調「人人生而自由平等」，但在1799拿破崙聯合其他勢力發動「霧月政變」後，便開始抵制女權主義。
在1892年和1909年，法國下發了兩個警長通知，允許女性在騎自行車和騎馬時穿褲子。隨之，出現了一種燈籠褲，褲子很寬大，在膝蓋處收緊。即便如此，這種燈籠褲也曾讓保守人士勃然大怒。
到1946年，法國已實施新憲法，法律的內容是「法律保證女性在各方面享有跟男性同樣權利」，使該女性禁穿長褲的法律則沒有再次執行，使法國在1968年的“五月風暴”後，使女性能夠高興地穿着從美國傳入的牛仔褲。
時至2013年1月31日，實施200多年的法律終於被廢除，在2012年7月，參議員兼人民運動聯盟保守黨成員艾倫·胡佩特在一項遞給娜雅·瓦洛·貝爾卡桑的公開申請中表示，這項法律的「象徵意義」可能會「削弱我們的現代意識」，並請求部長撤銷此項法律。娜雅·瓦洛·貝爾卡桑同意了他的訴求。

#### 法律上的身份認同方面
在2016年11月起，改變法定性別毋須任何絕育或性別重置手術。

### 西班牙
2023年2月16日，西班牙国会投票通过一份跨性别法案，允许所有年满16岁者变更身分证上登记的性别；14至15岁国民在双亲或法律监护人同意下，也可申请改变身分证上性别；12至13岁者则须取得法官同意。

## 世界各地修改身份证件性别标记的要求汇总

有关性别认同、性別表達的法律按国家或地区划分
合法的性別身份变化，无需手术
合法的性別身份变化，需要手术
没有合法的性別身份变化
未知/不明确

| 合法                 |
| 合法，但相关程序复杂 |
| 各地情况不同         |
| 禁止                 |
| 未知                 |

| 国家/地区          | 状态                                             |
| ------------------ | ------------------------------------------------ |
| 阿布哈茲           | 未知                                             |
| 阿富汗             | 禁止                                             |
| 阿尔巴尼亚         | 禁止                                             |
| 阿尔及利亚         | 禁止                                             |
| 美属萨摩亚         | 合法                                             |
| 安道尔             | 合法                                             |
| 安哥拉             | 允许                                             |
| 安地卡及巴布達     | 未知                                             |
| 阿根廷             | 合法                                             |
| 亞美尼亞           | 禁止                                             |
| 阿鲁巴             | 未知                                             |
|                    | 合法                                             |
| 奥地利             | 合法                                             |
|                    | 禁止                                             |
| 巴哈马             | 禁止                                             |
| 巴林               | 允许, 需要绝育                                   |
|                    | 允许, 复杂的程序                                 |
|                    | 禁止                                             |
| 白俄羅斯           | 禁止 (事实上)                                    |
| 比利时             | 合法                                             |
|                    | 禁止                                             |
|                    | 禁止                                             |
| 百慕大             | 禁止                                             |
| 不丹               | 禁止                                             |
| 玻利维亚           | 合法                                             |
|                    | 合法                                             |
|                    | 允许, 复杂的程序                                 |
|                    | 允许, 复杂的程序                                 |
| 巴西               | 合法                                             |
| 英屬印度洋領地     | 未知                                             |
| 英屬維爾京群島     | 禁止                                             |
|                    | 禁止                                             |
| 保加利亚           | 禁止                                             |
| 布吉納法索         | 未知                                             |
|                    | 禁止                                             |
|                    | 未知                                             |
| 柬埔寨             | 禁止                                             |
| 喀麦隆             | 禁止                                             |
| 加拿大             | 合法                                             |
| 开曼群岛           | 禁止                                             |
| 中非               | 禁止                                             |
|                    | 禁止                                             |
| 智利               | 合法                                             |
| 中國               | 允许, 需要绝育                                   |
| 哥伦比亚           | 合法                                             |
|                    | 禁止                                             |
| 刚果共和国         | 禁止                                             |
| 庫克群島           | 禁止                                             |
|                    | 合法                                             |
|                    | 合法                                             |
| 古巴               | 合法                                             |
|                    | 未知                                             |
| 賽普勒斯           | 合法                                             |
| 捷克               | 允许, 复杂的程序                                 |
| 刚果民主共和国     | 禁止                                             |
| 丹麦               | 合法                                             |
|                    | 禁止                                             |
| 多米尼克           | 禁止                                             |
|                    | 禁止                                             |
| 东帝汶             | 禁止                                             |
|                    | 合法                                             |
| 埃及               | 禁止                                             |
| 薩爾瓦多           | 未知                                             |
| 赤道几内亚         | 禁止                                             |
|                    | 禁止                                             |
| 爱沙尼亚           | 合法                                             |
|                    | 禁止                                             |
| 衣索比亞           | 禁止                                             |
| 福克蘭群島         | 禁止                                             |
| 法罗群岛           | 禁止                                             |
| 斐济               | 禁止                                             |
| 芬兰               | 合法                                             |
| 法國               | 合法                                             |
|                    | 合法                                             |
| 法屬玻里尼西亞     | 合法                                             |
| 法属南部和南极领地 | 合法                                             |
| 加彭               | 未知                                             |
|                    | 禁止                                             |
|                    | 允许, 需要绝育                                   |
| 德国               | 合法                                             |
| 直布罗陀           | 禁止                                             |
|                    | 禁止                                             |
| 希腊               | 合法                                             |
| 格陵兰             | 合法                                             |
| 格瑞那達           | 禁止                                             |
|                    | 合法                                             |
| 關島               | 允许, 复杂的程序                                 |
|                    | 禁止                                             |
| 几内亚             | 禁止                                             |
|                    | 禁止                                             |
|                    | 禁止                                             |
| 海地               | 禁止                                             |
| 香港               | 允许, 复杂的程序                                 |
|                    | 禁止                                             |
| 匈牙利             | 禁止                                             |
| 冰島               | 合法                                             |
| 印度               | 合法                                             |
| 印度尼西亞         | 允许, 复杂的程序                                 |
| 伊朗               | 允许, 需要绝育                                   |
| 伊拉克             | 禁止                                             |
| 愛爾蘭             | 合法                                             |
| 马恩岛             | 合法                                             |
| 以色列             | 部分允许, 因宗教原因不可修改出生证明, 复杂的程序 |
| 義大利             | 合法                                             |
|                    | 禁止                                             |
| 牙买加             | 禁止                                             |
| 日本               | 允许, 复杂的程序                                 |
| 约旦               | 禁止 (事实上)                                    |
|                    | 允许, 需要绝育                                   |
|                    | 禁止                                             |
| 基里巴斯           | 禁止                                             |
| 科索沃             | 禁止                                             |
| 科威特             | 禁止                                             |
|                    | 未知                                             |
|                    | 禁止                                             |
| 拉脫維亞           | 允许, 需要绝育                                   |
| 黎巴嫩             | 允许, 需要绝育                                   |
| 賴索托             | 允许                                             |
| 利比里亚           | 禁止                                             |
| 利比亞             | 禁止                                             |
| 列支敦斯登         | 禁止                                             |
| 立陶宛             | 合法                                             |
| 盧森堡             | 合法                                             |
| 澳門               | 未知                                             |
| 马达加斯加         | 禁止                                             |
| 马拉维             | 禁止                                             |
| 马来西亚           | 禁止                                             |
| 馬爾地夫           | 禁止                                             |
|                    | 禁止                                             |
| 馬爾他             | 合法                                             |
| 马绍尔群岛         | 禁止                                             |
|                    | 合法                                             |
| 毛里塔尼亚         | 禁止                                             |
| 模里西斯           | 未知                                             |
| 马约特             | 合法                                             |
| 墨西哥             | 各地情况不同                                     |
| 密克羅尼西亞聯邦   | 禁止                                             |
| 摩尔多瓦           | 合法                                             |
| 摩納哥             | 禁止                                             |
| 蒙古国             | 允许, 复杂的程序                                 |
| 蒙特內哥羅         | 允许, 需要绝育                                   |
| 摩洛哥             | 禁止                                             |
| 莫桑比克           | 未知                                             |
| 緬甸               | 禁止                                             |
| 纳米比亚           | 允许, 复杂的程序                                 |
| 瑙鲁               | 禁止                                             |
| 尼泊尔             | 合法                                             |
| 荷蘭               | 合法                                             |
| 新喀里多尼亞       | 合法                                             |
| 新西兰             | 合法                                             |
| 尼加拉瓜           | 禁止                                             |
| 尼日尔             | 禁止                                             |
| 奈及利亞           | 禁止                                             |
| 北賽普勒斯         | 允许, 复杂的程序                                 |
|                    | 合法                                             |
|                    | 禁止                                             |
| 北馬其頓           | 合法                                             |
| 挪威               | 合法                                             |
| 阿曼               | 禁止                                             |
| 巴基斯坦           | 合法                                             |
| 帛琉               | 禁止                                             |
| 巴勒斯坦           | 禁止                                             |
|                    | 禁止                                             |
| 巴拿马             | 允许, 复杂的程序                                 |
| 巴拉圭             | 禁止                                             |
| 秘魯               | 合法                                             |
| 菲律賓             | 禁止                                             |
| 波蘭               | 合法                                             |
| 葡萄牙             | 合法                                             |
| 波多黎各           | 合法                                             |
|                    | 禁止                                             |
| 留尼汪             | 合法                                             |
| 羅馬尼亞           | 允许, 需要绝育                                   |
| 俄羅斯             | 禁止                                             |
| 卢旺达             | 禁止                                             |
|                    | 合法                                             |
|                    | 合法                                             |
| 圣基茨和尼维斯     | 禁止                                             |
| 圣卢西亚           | 禁止                                             |
| 法属圣马丁         | 合法                                             |
|                    | 禁止                                             |
| 萨摩亚             | 未知                                             |
| 圣马力诺           | 未知                                             |
| 聖多美和普林西比   | 未知                                             |
| 沙烏地阿拉伯       | 禁止                                             |
| 塞内加尔           | 禁止                                             |
| 塞舌尔             | 未知                                             |
|                    | 禁止                                             |
| 新加坡             | 允许, 复杂的程序                                 |
|                    | 合法                                             |
| 塞爾維亞           | 合法                                             |
| 斯洛維尼亞         | 合法                                             |
| 斯洛伐克           | 禁止 (事实上)                                    |
| 所罗门群岛         | 禁止                                             |
|                    | 禁止                                             |
| 索馬利蘭           | 禁止                                             |
| 南非               | 合法                                             |
|                    | 允许, 复杂的程序                                 |
| 南奥塞梯           | 未知                                             |
| 南蘇丹             | 禁止                                             |
| 西班牙             | 合法                                             |
| 斯里蘭卡           | 允许, 复杂的程序                                 |
| 苏丹               | 禁止                                             |
| 苏里南             | 合法                                             |
| 瑞典               | 合法                                             |
| 瑞士               | 合法                                             |
| 叙利亚             | 禁止                                             |
| 臺灣               | 允许, 复杂的程序                                 |
|                    | 禁止 (事实上)                                    |
| 坦桑尼亚           | 禁止                                             |
| 泰國               | 禁止                                             |
| 多哥               | 禁止                                             |
|                    | 禁止                                             |
| 德涅斯特河沿岸     | 未知                                             |
| 千里達及托巴哥     | 禁止                                             |
| 突尼西亞           | 禁止                                             |
| 土耳其             | 允许, 需要绝育                                   |
|                    | 禁止                                             |
|                    | 禁止                                             |
| 乌干达             | 禁止                                             |
| 乌克兰             | 合法                                             |
| 阿联酋             | 禁止                                             |
| 英国               | 合法                                             |
| 美国               | 各州情况不同                                     |
| 美屬維爾京群島     | 合法                                             |
| 乌拉圭             | 合法                                             |
|                    | 禁止                                             |
|                    | 禁止                                             |
| 梵蒂冈             | 禁止                                             |
| 委內瑞拉           | 禁止                                             |
| 越南               | 允许, 复杂的程序                                 |
|                    | 合法                                             |
| 西撒哈拉           | 禁止                                             |
| 葉門               | 禁止                                             |
| 尚比亞             | 禁止                                             |
| 辛巴威             | 禁止                                             |

## 國際人權法

### 聯合國九大人權公約
聯合國九大核心國際人權公約建立了由各國提名的獨立人權專家組成的委員會，即聯合國人權條約機構，負責監督締約國的落實情況。委員會的權限包括：
- 就公約內涵，發布權威性的《一般性意見》或《一般性建議》解釋；
- 審查國家定期提交之「國家報告」，作出《結論性意見與建議》；
- 根據「任擇議定書」規定，受理締約國人民提出的個人申訴/來文（Individual Communications），由委員會作成決定。

#### 一般性意見或建議
雖然聯合國九大人權公約沒有明白規定，不過條約機構自2000年以來，在一般性意見或建議中已逐漸建立了適用於性傾向、性別認同、性別表達和性徵的人權規範。委員會在一般性意見和建議中涵蓋了各種主題，其中所明確的國家義務，要求採取各種措施，包括但不限於：制定、審議或廢除法律、發展和實施政策、培訓專業團體、進行提高公眾意識的活動，以及採取措施防止第三方侵犯LGBTI人士的權利。

委員會明確表示，將性別認同之表達定為刑事犯罪違反人權標準，應當廢除此類法律。並在許多一般性意見和建議中，提及了基於性別認同和性別表達的暴力和歧視，還有這些暴力和歧視的特定型態。各國須採取特別措施保護LGBTI人士，禁止和防止來自第三方的暴力與歧視，並通過法律禁止基於性傾向、性別認同、性別表達和性徵的歧視與騷擾。例如，CCPR在第36號一般性意見（2018）處理生命權，指出：
保護生命權的義務要求締約國採取特別措施，保護因特定威脅或既已存在的暴力模式而特別受到生命威脅的弱勢群體。此類人員包括……女同性戀、男同性戀、雙性戀、跨性別和雙重性徵者……。生命權必須得到尊重和確保不得加以任何區別，如種族、膚色、性別、語言、宗教、政治或其他意見、民族本源或社會階級、財產、出生或任何其他身分，包括種姓、族裔、原住民族成員、性傾向或性別認同、身心障礙、社會經濟地位、白化症和年齡等。保護生命權的法律措施必須平等適用於所有個人，並為他們提供有效保證，防止一切形式的歧視，包括多重和交織的歧視。 

又如CESCR在第22號一般性意見（2016）處理性健康和生育健康權，也指出：
在性健康和生育健康權的背景中，不歧視也包括所有人的性傾向、性別認同和雙重性徵身分受到充分尊重的權利。將同性成年人自願發生性關係或表達性別認同的行為定為刑事罪，無疑侵犯人權。同樣，要求將女同性戀、男同性戀、雙性戀、跨性別和雙重性徵者視為心理或精神病患者，或要求他們被以所謂的「治療」而「治癒」的法規，都明顯侵犯其性健康和生育健康權。締約國也有義務打擊對同性戀和跨性別者的恐懼，這種恐懼導致歧視，包括侵犯性健康和生育健康權的行為。……國家必須對阻礙行使性健康和生育健康權的法律進行改革。這方面的例子包括，將……跨性別身分或表達定為刑事罪的法律。……如果一個國家未能採取有效步驟，防止第三人破壞享有性健康和生育健康權，即違反了保護義務。這包括……針對女同性戀、男同性戀、雙性戀、跨性別和雙重性徵者的暴力行為。

CESCR的第22號一般性意見（2016）也提到：
非直接延續強制性醫療做法的法律和政策，包括……性別認同得到法律承認，需要進行手術或絕育的要求，構成了補充的違反尊重義務行為。
在一般性意見和建議中，委員會還提到國家必須確保LGBTI人士能夠行使其和平集會的權利，並且不能因為對於性別認同表達的反對，就以保護道德為名施加限制。此外，國家制定與實施會影響到LGBTI群體的措施和政策時，應將其納入作為參與和諮詢對象。LGBTI人士的個人關係應受尊重和保護。多元性別的家庭受到承認時，國家應保護家庭成員的經濟權利。此外LGBTI家長的孩童，必須得到保護，不受歧視。
條約機構的一般意見和建議中，對交織形式的歧視和暴力給予許多關注。在這一背景下，多元性別已被視為與年齡、性別和身心障礙相互交織；LGBTI人士所面臨的歧視，也在種族歧視、移民和氣候變遷的背景中得到考量。委員會還強調了性別概念的發展，理解生理性別應基於生物學，而社會性別則反映社會建構，產生了階層關係，以及權力分配與權利行使的不平等。

#### 個人申訴
在2017年的 G v. Australia 案，人權事務委員會認定澳洲政府拒絕為已婚變性人提供正確標示其性別的證件，違反公民權利及政治權利國際公約第17條的隱私權和第26條的歧視禁止，並在該案表示第26條的歧視禁止包含性別認同。

### 日惹原則
由於在聯合國人權公約的架構下，欠缺對性傾向和性別認同在人權事務上清楚的適用原則，因此致力於此議題的非政府組織邀請人權專家起草日惹原則，以便將現有國際人權公約之國家義務應用在性傾向和性別認同的相關事務上。於2006年11月舉行專家會議，2007年3月對外發表日惹原則，共計29項原則，2017年9月舉行專家會議，又補充了9項原則，共計38項原則，並就其中12項原則補充國家應有的義務，11月對外發表。日惹原則雖非聯合國文件，但在聯合國機構的各類文件中被廣泛運用及引用。
日惹原則在2007年發表後，關於性傾向和性別認同的議題在國際人權法的論述中更為頻繁地出現。這立即帶來的結果是，《日惹原則》在2008年的第一輪普遍定期審查中被多次引用。同樣在2008年，條約機構和特別報告員首次將性別認同作為其關切的對象。

### 區域性人權公約
目前主要的區域性人權體制包括歐洲理事會的歐洲人權公約和歐洲社會憲章、美洲國家組織的美洲人權公約以及非洲聯盟的非洲人權和民族權憲章所建立之人權體系，又以歐洲之區域性國際人權公約之發展最為完備及蓬勃。區域性的人權體制和聯合國的人權體制是雙軌並行而非階層結構的系統，在接受區域人權體制設立之地區，其人民之國際人權申訴案件，只能就區域人權體制或聯合國的人權體制擇一為之。
歐洲人權法院在2002年的Goodwin v United Kingdom案，認定政府沒有提供跨性別人士法律性別承認（legal gender recognition）的程序，如變更法定性別、名字等，違反歐洲人權公約第8條的隱私權。在2017年的 A.P., Garçon and Nicot v. France 案，法院認定將喪失生殖能力的手術作為變更法定性別的要件，違反公約第8條的隱私權。歐洲社會權委員會在2018年的 Transgender Europe and ILGA-Europe v. the Czech Republic 案，認定要求跨性別者接受某些醫療介入措施，包括喪失生殖能力的手術，作為變更法定性別的要件，違反了歐洲社會憲章第11條保障的健康權。委員會指任何非必要的醫療措施會被認定為違反第11條，如果進行該措施是取得其他權利的附帶條件。
美洲人權法院應哥斯大黎加政府的提問，在2017年11月24日作成諮詢意見，認定依據美洲人權公約個人有修改包括姓名、影像和性別等公共紀錄的權利，以反映個人自我認定的性別認同。對公共紀錄的這種更正必須是完整、保密、便宜，並僅基於請求者的自由知情同意，不以醫療介入，如手術或荷爾蒙治療作為必要條件。法院認定根據公約第18條（姓名權）、第3條（法律人格的承認權）、第11(2)條（隱私權）、以及第7條結合第11(2)條（人格自由發展權），個人有權全面更正公共紀錄以符合其自我認知的性別認同，並且基於確保平等權和不歧視（公約第1(1)條和第24條），國家有義務承認、規範和建立相應的公共紀錄更正程序。
歐洲人權法院在2010年的 P.V. v. Spain 案認定歐洲人權公約第14條歧視禁止包含了變性狀態，在2015年的 Identoba and Others v. Georgia 案，認定公約第14條歧視禁止包含了性別認同。
美洲人權法院在2012年的Atala Riffo and Daughters v. Chile案，認定美洲人權公約第1條第1款中有關歧視禁止的段落包含了性別認同。